# Saint-Georges-de-Commiers
Pour les articles homonymes, voir Saint-Georges, Saint Georges (homonymie) et Georges.
Saint-Georges-de-Commiers est une commune française située dans le département de l'Isère, en région Auvergne-Rhône-Alpes.
Ancienne paroisse rattachée à l'ancienne province du Dauphiné, le village est situé aux confins du Trièves et du plateau de la Matheysine et ses habitants sont dénommés les Saint-Georgeois.

## Géographie

### Localisation
La commune est située à 20 km au sud de Grenoble, sur un plateau ensoleillé de la montagne du Conest formant une terrasse qui domine la rive droite du Drac. Le Drac sert de délimitation occidentale de la commune avec le chaînon formé par le Petit Brion et le Grand Brion, qui séparent Saint-Georges-de-Commiers et le massif du Taillefer de la vallée de la Gresse et du massif du Vercors.

### Géologie et relief
La commune a une superficie de 1 462 ha et est située à 286 m d'altitude au minimum, et 1370 au maximum. Les alpages de la montagne du Conest(1 710 m au sommet de la Peyrouse) font partie de la commune de Saint-Jean-de-Vaux, sur l'autre versant de la montagne. Les sols sont donc principalement couverts de forêts, tandis que le replat (terres du Bajocien), cultivé, porte les deux principaux hameaux de la commune : Saint-Georges-de-Commiers et Saint-Pierre-de-Commiers, reliés par la route (D 529) de Champ-sur-Drac à La Mure.
En contrebas du village de Saint-Georges s'est développée au XIXe siècle l'agglomération de la Gare, à l'embranchement de la ligne de Grenoble à Sisteron avec celle conduisant à La Mure (halte ferroviaire toujours desservie par les TER Grenoble-Gap).
Au 1er janvier 2013, la commune comptait 2147 habitants recensés.

### Communes limitrophes
| Varces-Allières-et-Risset | Champ-sur-Drac            | Saint-Pierre-de-Mésage |
| Vif                       | Saint-Georges-de-Commiers | Saint-Jean-de-Vaulx    |
| Le Gua                    | Notre-Dame-de-Commiers    | Notre-Dame-de-Vaulx    |

### Climat
Pour des articles plus généraux, voir Climat d'Auvergne-Rhône-Alpes et Climat de l'Isère.
En 2010, le climat de la commune est de type climat océanique altéré, selon une étude du Centre national de la recherche scientifique s'appuyant sur une série de données couvrant la période 1971-2000. En 2020, Météo-France publie une typologie des climats de la France métropolitaine dans laquelle la commune est exposée à un climat de montagne ou de marges de montagne et est dans la région climatique  Alpes du nord, caractérisée par une pluviométrie annuelle de 1 200 à 1 500 mm, irrégulièrement répartie en été. 
Pour la période 1971-2000, la température annuelle moyenne est de 11,1 °C, avec une amplitude thermique annuelle de 19 °C. Le cumul annuel moyen de précipitations est de 1 140 mm, avec 9,6 jours de précipitations en janvier et 6,6 jours en juillet. Pour la période 1991-2020, la température moyenne annuelle observée sur la station météorologique de Météo-France la plus proche, « Villard-de-Lans », sur la commune de Villard-de-Lans à 13 km à vol d'oiseau, est de 8,0 °C et le cumul annuel moyen de précipitations est de 1 270,0 mm,. Pour l'avenir, les paramètres climatiques de la commune estimés pour 2050 selon différents scénarios d'émission de gaz à effet de serre sont consultables sur un site dédié publié par Météo-France en novembre 2022.

### Hydrographie
La partie occidentale de la commune est bordée par le Drac, un affluent de l'Isère. Trois sources fournissent de l'eau potable dans la commune : celles de "Sert Girod", de la "Beaume" et des "Chauvets".

### Voies de communication et transports

#### Route nationale 529
La route nationale RN 529, aujourd'hui déclassée au domaine départementale, traverse la commune et relie le Pont de Champ (peu avant la confluence entre la Romanche et le Drac) à La Mure, à 22 km au sud-est. C'est une des voies d'accès au plateau de la Matheysine ; elle est très fréquentée notamment par les poids lourds, puisqu'elle permet d'éviter la dangereuse rampe de Laffrey, sur l'autre versant du Conest, mais conduit à traverser les quatre villages de Saint-Georges, Saint-Pierre, Notre-Dame et Monteynard. Cette route pittoresque est également prisée des touristes pour les vues spectaculaires qu'elle offre en balcon sur le lac de Notre-Dame-de-Commiers et au-delà les falaises du Vercors et les Deux Sœurs. L'embranchement après le village de Monteynard avec la RD116 en direction de Marcieu constitue le circuit de la corniche du Drac.

#### Chemin de fer de la Mure

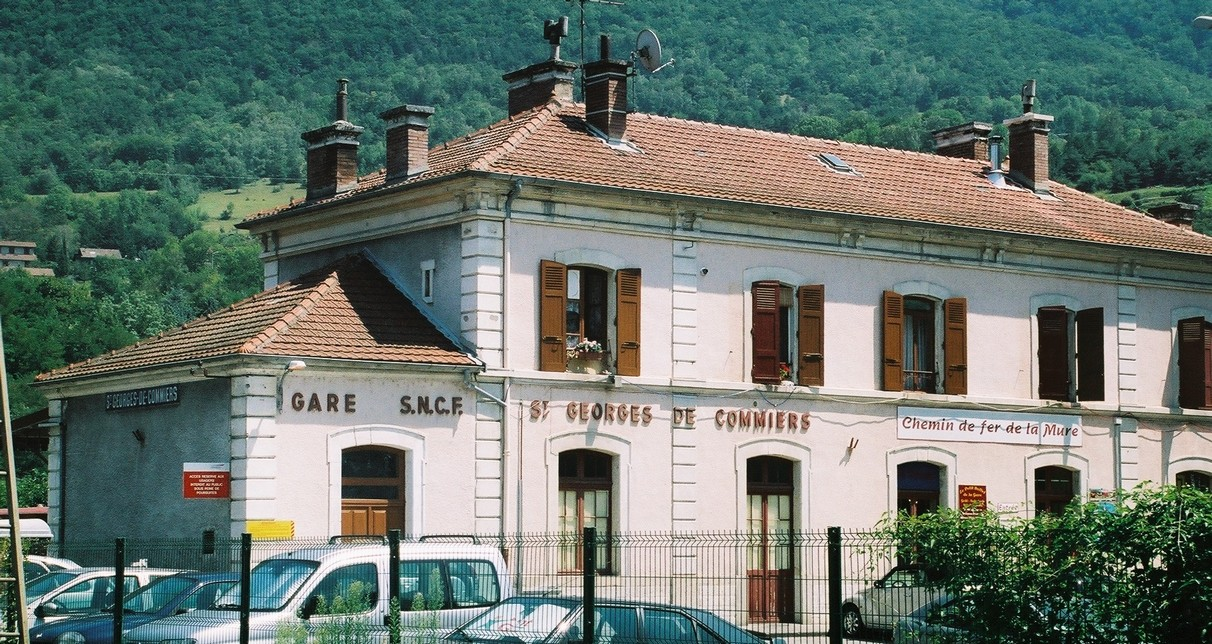
La gare de Saint-Georges-de-Commiers.

La Gare de Saint-Georges-de-Commiers a été le point de départ du chemin de fer de la Mure dont la ligne a été utilisée pour le transport du charbon entre Saint-Georges et La Mure, mais aussi pour un accès au plateau matheysin dans le cadre de son prolongement vers Gap, limité à Corps.
Le chemin de fer de la Mure a été le premier chemin de fer électrifiée en France, à la tension de 2200 Volts en 1902. La ligne a été fermée depuis octobre 2010, à cause d'un éboulement. La partie en amont de cette coupure a été remise en service, entre les communes de la Mure et Monteynard, durant l'été 2021. Les trains descendent de La Mure pour desservir le balcon du Drac, ancienne portion de la ligne convertie en voie piétonne et sur laquelle a été installé un restaurant.
Pour la partie en aval située entre Saint-Georges, Notre-Dame-de-Commiers et en amont, jusqu'à l'ancienne sous- station des Ripeaux, il est prévu de conserver la plateforme avec plusieurs options: 
- un parcours piétonnier, ce qui implique de démonter les rails ;
- un vélorail touristique, ce qui n'exclu pas de convertir une partie de la plateforme ferroviaire en sentier de randonnée (cas du tramway T3 à Lyon où l'infrastructure a été élargie et sert au tramway, aux cyclistes et aux piétons).

Il faut savoir que d'autre part la commune de Saint Georges dispose d'un patrimoine ferroviaire exceptionnel : les anciens ateliers du chemin de fer. Les bâtiments sont restés intacts, le plan de voie avec ses aiguillage et ses plaques tournantes est le dernier ensemble d'origine sur le territoire français. De plus, tout l'outillage a été conservé.
À la suite de l'incendie du dépôt dans les années 1990, le chemin de fer du Vivarais, par solidarité, a prêté deux voitures à voyageurs (la voiture AS 100 ex-Réseau breton et la B 506 ex chemins de fer de Provence), pendant une année. En remerciement, les ateliers de Saint-Georges ont équipé les essieux de ces voitures de bandages neufs (les bandages ce sont comme les pneus, la partie circulaire de la roue en contact avec le rail).
Aujourd'hui, le Chemin de fer du Vivarais doit envoyer tous les essieux de son parc de véhicules pour la même opération en Suisse sur les Chemins de fer du Jura aux ateliers de Tramelan. Le chemin de fer du Vivarais a également fait appel aux ateliers SNCF d'Oullins mais ceux-ci sont aujourd'hui fermés.

#### Ligne des Alpes
La gare de la ville est aussi reliée au réseau TER Rhône-Alpes par la ligne 905 000 de Grenoble à Gap, de la ligne Lyon-Perrache à Marseille-Saint-Charles via Grenoble. Au départ de Saint-Georges-de-Commiers, la « Ligne des Alpes » (partie centrale de la ligne 950 000 qui traverse les Alpes) enjambe le Drac sur le pont de La Rivoire et rejoint la gare de Vif ainsi que la vallée de la Gresse en direction du sud et du Trièves. Cette ligne possède des correspondances à Veynes pour Laragne, Sisteron, Manosque, Aix-en-Provence et Marseille.

## Urbanisme

### Typologie
Au 1er janvier 2024, Saint-Georges-de-Commiers est catégorisée bourg rural, selon la nouvelle grille communale de densité à sept niveaux définie par l'Insee en 2022.
Elle appartient à l'unité urbaine de Saint-Georges-de-Commiers, une unité urbaine monocommunale constituant une ville isolée,. Par ailleurs la commune fait partie de l'aire d'attraction de Grenoble, dont elle est une commune de la couronne,. Cette aire, qui regroupe 204 communes, est catégorisée dans les aires de 700 000 habitants ou plus (hors Paris),.

### Occupation des sols

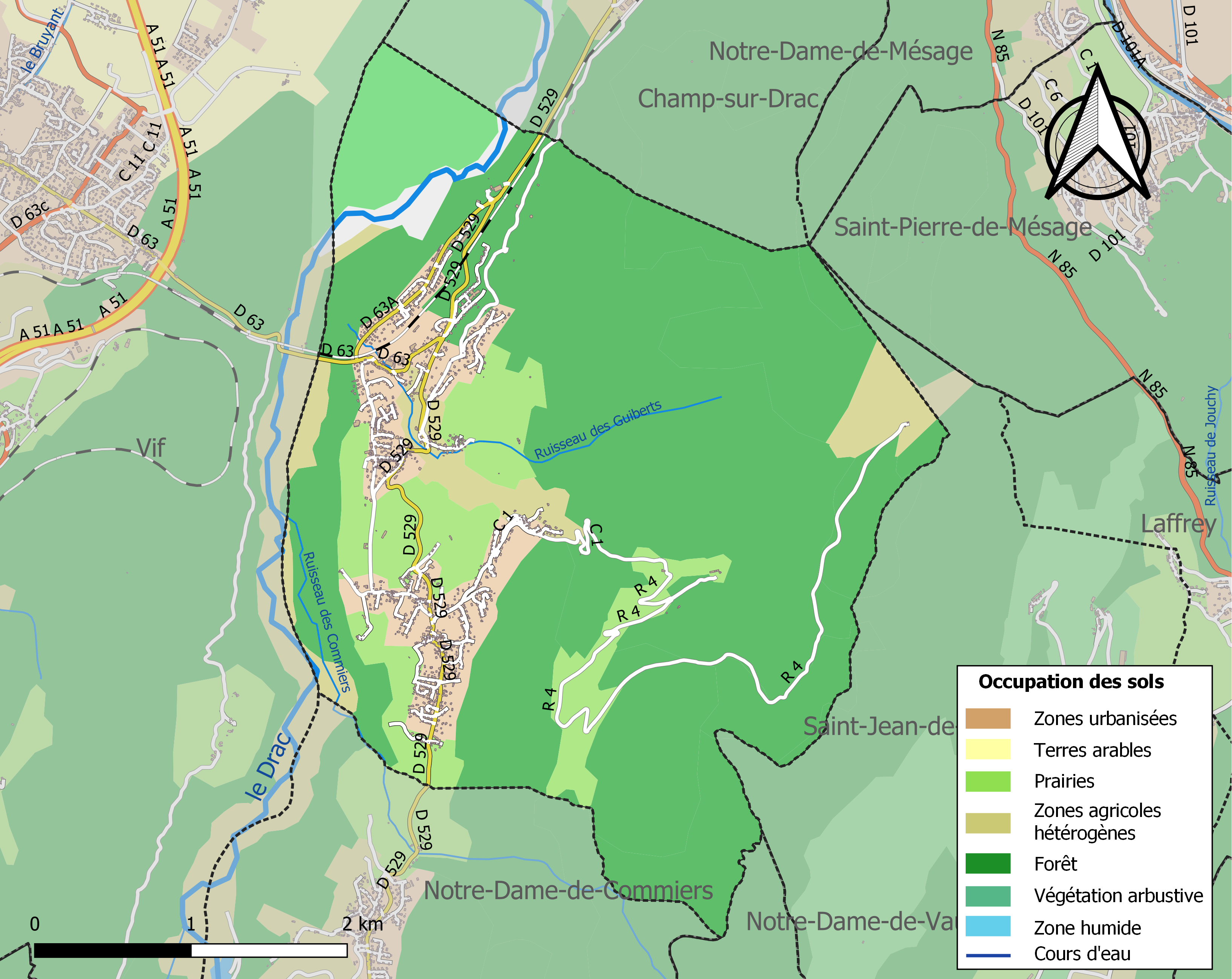
Carte des infrastructures et de l'occupation des sols de la commune en 2018 (CLC).

L'occupation des sols de la commune, selon la base de données européenne d’occupation biophysique des sols Corine Land Cover (CLC), est marquée par l'importance des forêts et milieux semi-naturels (73,8 % en 2018), une proportion sensiblement équivalente à celle de 1990 (73,1 %).
La répartition détaillée en 2018 est la suivante : 
forêts (67,9 %), prairies (12,3 %), zones urbanisées (9 %), zones agricoles hétérogènes (4,9 %), milieux à végétation arbustive et/ou herbacée (4,4 %), espaces ouverts, sans ou avec peu de végétation (1,5 %).

### Risques naturels et technologiques

#### Risques sismiques
L'ensemble du territoire de la commune de Saint-Georges-de-Commiers est situé en zone de sismicité no 4 (sur une échelle de 1 à 5), mais à proximité de la bordure occidentale de la zone no 3.
| Type de zone | Niveau            | Définitions (bâtiment à risque normal) |
| ------------ | ----------------- | -------------------------------------- |
| Zone 4       | Sismisité moyenne | accélération = 1,6 m/s2                |

### Hameaux et lieux-dits
La commune regroupe aussi plusieurs hameaux  dont notamment le village de Saint-Pierre, la Combe des Bérards, les Chauvets, les Fraisses.

## Toponymie
Le toponyme de Commiers, qui fait référence à la région située entre la montagne du Conest et le fond de la vallée du Drac, est attesté dès le Haut Moyen Âge : Comario apud Gratianopoiltana au VIIIe siècle, puis Sanctus Georgius Vallis de Comeriis à partir du Moyen Âge central. On trouve aussi Saint-Georges en Graisivaudan au XVe siècle. Commiers pourrait être une altération de cormier, autre nom du sorbier, ou bien venir du latin culmen, le sommet.

## Histoire
Le pays des Commiers (première corniche du Drac, entre Vif et La Motte-d'Aveillans), qui a pu constituer un comté indépendant au Moyen-Âge, fait partie de l'ancienne province du Dauphiné. Possession de la famille Alleman, l'une des principales familles féodales du Grésivaudan, son passé médiéval est encore marqué aujourd'hui par les deux églises romanes de Saint-Georges et du hameau de Saint-Pierre, ainsi que par la maison forte de Saint-Georges, remontant au XIIe siècle et flanquée d'une haute tour ronde au XIVe.
L'importance de l'implantation, dans cette région de la corniche du Drac, de la famille Alleman et de son rameau de Commiers, ainsi que celle des Aynard puis Monteynard, un peu plus au sud, est renvoyée par la tradition à la geste d'un groupe de chevaliers sous la conduite d'Isarn, évêque de Grenoble au Xe siècle, pour reprendre ces terres aux Sarrasins. Mais les historiens modernes considèrent ces légendes comme douteuses, les Sarrasins n'ayant sans doute pas entrepris d'implantation durable dans cette région du Graisivaudan.
L'histoire religieuse du pays des Commiers est marquée par la présence du prieuré de Notre-Dame-de-Commiers, établi au début du XIIe siècle après la donation de plusieurs églises consentie par saint Hugues, évêque de Grenoble, à Lantelme, prévôt d'Oulx. Plusieurs membres de la famille Alleman sont prieurs aux XIIIe et XIVe siècles. Les biens et revenus du prieuré sont finalement remis en 1748, par décision du pape Benoît XIV, à l'évêché de Grenoble.
La seigneurie passe au XVIIe au Connétable de Lesdiguières, puis à son héritier le Maréchal de Villeroy, avant d'être rachetée peu avant la Révolution par la famille Collaud de la Salette, qui édifie un petit manoir entre les deux hameaux de Saint-Pierre et de Saint-Georges.
Erigée en commune en 1790 et rattachée au canton de Vizille, Saint-Georges-de-Commiers conserve sa vocation agricole (polyculture, vignes), mais connaît à partir des années 1880 une petite extension ouvrière due à la présence de la gare, située sur la partie basse de la commune (à l'embranchement du chemin de fer de La Mure, lié à l'activité minière des Houillères du Dauphiné : exploitation de l'anthracite). La population augmente rapidement depuis la fin du XXe siècle en raison de la proximité de l'agglomération grenobloise.
Le 4 décembre 1995, un lâcher d'eau par EDF est à l'origine de la noyade de sept personnes — six enfants et un adulte accompagnateur — lors d'une sortie scolaire sur les berges du Drac. La classe de CE1 d'une école de Grenoble était venue sur les lieux pour observer les castors dans les gravières de ce qui deviendra la réserve naturelle régionale des Isles du Drac.

## Politique et administration

### Liste des maires
| Période                                  | Période                   | Identité                    | Étiquette | Qualité |
| ---------------------------------------- | ------------------------- | --------------------------- | --------- | --- |
| Les données manquantes sont à compléter. |                           |                             |           | |
| 1966                                     | mars 1989                 | Raymond Grimoud (1925-2018) | SE        | Chef d'exploitation Premier adjoint au maire (1959 → 1966) Maire honoraire (1991)                                      |
| mars 1989                                | mars 2001                 | Jacques Gasqui              | SE        | Mathématicien et professeur honoraire des Universités                                                                  |
| mars 2001                                | En cours (au 5 juin 2020) | Norbert Grimoud             | NC-UDI    | Directeur général des services retraité Président de la CC du Sud Grenoblois (? → 2013) Réélu pour le mandat 2020-2026 |

## Population et société

### Démographie
L'évolution du nombre d'habitants est connue à travers les recensements de la population effectués dans la commune depuis 1793. Pour les communes de moins de 10 000 habitants, une enquête de recensement portant sur toute la population est réalisée tous les cinq ans, les populations de référence des années intermédiaires étant quant à elles estimées par interpolation ou extrapolation. Pour la commune, le premier recensement exhaustif entrant dans le cadre du nouveau dispositif a été réalisé en 2004.

En 2022, la commune comptait 2 691 habitants, en évolution de +25,45 % par rapport à 2016 (Isère : +3,07 %, France hors Mayotte : +2,11 %).
| 1793 | 1800 | 1806 | 1821 | 1831 | 1836 | 1841 | 1846 | 1851 |
| ---- | ---- | ---- | ---- | ---- | ---- | ---- | ---- | ---- |
| 458  | 487  | 495  | 606  | 633  | 609  | 600  | 660  | 632  |

| 1856 | 1861 | 1866 | 1872 | 1876 | 1881 | 1886 | 1891 | 1896 |
| ---- | ---- | ---- | ---- | ---- | ---- | ---- | ---- | ---- |
| 621  | 575  | 571  | 582  | 650  | 660  | 765  | 720  | 710  |

| 1901 | 1906 | 1911 | 1921 | 1926 | 1931 | 1936 | 1946 | 1954 |
| ---- | ---- | ---- | ---- | ---- | ---- | ---- | ---- | ---- |
| 781  | 740  | 673  | 636  | 657  | 703  | 642  | 600  | 649  |

| 1962  | 1968 | 1975 | 1982  | 1990  | 1999  | 2004  | 2006  | 2009  |
| ----- | ---- | ---- | ----- | ----- | ----- | ----- | ----- | ----- |
| 1 073 | 816  | 892  | 1 276 | 1 679 | 1 887 | 1 975 | 1 990 | 2 060 |

| 2014  | 2019  | 2022  | - | - | - | - | - | - |
| ----- | ----- | ----- | - | - | - | - | - | - |
| 2 101 | 2 537 | 2 691 | - | - | - | - | - | - |

### Enseignement
La commune est rattachée à l'académie de Grenoble et comprend deux écoles élémentaires publiques, au Bourg et au hameau de Saint-Pierre. Les élèves de la commune poursuivent leurs études au collège de Jarrie, et depuis 2019 au collège de Vif.

### Cultes
Saint-Georges-de-Commiers, avec ses deux églises affectées au culte catholique, dépend de la paroisse Saint-Loup et est desservi par le curé de Vif. Les hameaux de Saint-Georges et de Saint-Pierre ont chacun leur cimetière.

## Culture et patrimoine

### Patrimoine religieux
- L'église Saint-Georges, des XIe et XIIe siècles, fait l'objet d'un classement au titre des monuments historiques par arrêté du 20 juillet 1908[23]. C'est une église de style roman primitif qui a conservé son aspect d'origine depuis 1080[24], date à laquelle l'église est donnée par saint Hugues, évêque de Grenoble, à Lantelme, prévôt d'Oulx, et aux chanoines de ce monastère sis dans la haute vallée de Suse. Les parties les plus anciennes sont la nef couverte d'un berceau en plein cintre et le portail dont l'un des chapiteaux est orné d'un masque humain aux moustaches démesurées, tandis que le clocher et la sacristie sont de la fin du XVIIe siècle. L'enclos enherbé du cimetière primitif demeure tout autour de cette modeste église, le cimetière de Saint-Georges ayant été déplacé plus bas, à mi-chemin des deux agglomérations du vieux village et de la gare, à la fin du XIXe siècle.
- L'église Saint-Pierre, reconstruite et agrandie au XIXe siècle en style néo-roman, a conservé son clocher du XIIe, classé au titre des monuments historiques par arrêté du 18 octobre 1910[25], et son cimetière.
- L'oratoire de Saint-Pierre : édifice dont l'origine réelle n'est pas connue, mais il est toutefois présent sur les plans de la ville au XXe siècle. Il semble avoir été érigé en mémoire d'une épidémie grave dont la population aurait été épargnée[24].
- Une chapelle domestique au manoir des Vialets.

### Patrimoine civil

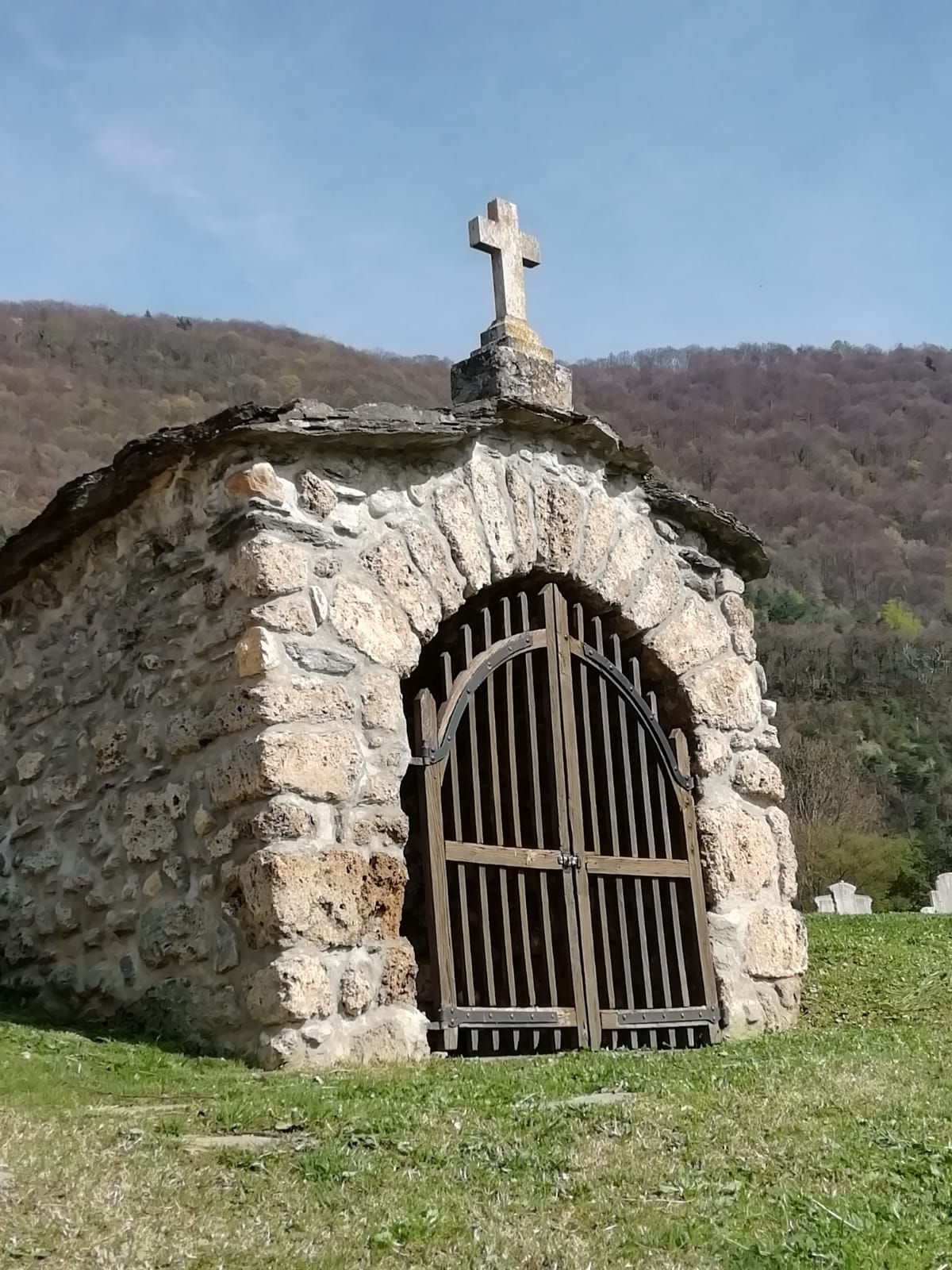
Oratoire de Saint Pierre qui juxtapose l'Eglise

- La maison forte et la tour Saint-Georges sont situés à proximité de l'église Saint-Georges[26]. Erigée au XIIIe siècle par un membre de la famille Alleman[27], elle fut flanquée au XIVe siècle d'une tour, et est aussi connue sous le nom de château de Saint-Georges-de-Commiers. On retrouve sa première mention dans le testament d'Odon Alleman en 1292, ses descendants en rendent hommage au Dauphin en 1376 - lequel possède alors la moitié de la juridiction du mandement de Saint-Georges, regroupant les trois paroisses du Commiers.
- Le manoir des Vialets, entre les villages de Saint-Georges et de Saint-Pierre, est situé dans un beau parc aux cèdres centenaires. C'est une vaste demeure dauphinoise allongée flanquée d'une tour carrée, édifiée par la famille Collaud de la Salette au XVIIIe siècle et toujours dans sa descendance (famille Masimbert)[9].Tour de Saint GeorgesOratoire de Saint Pierre qui juxtapose l'Eglise

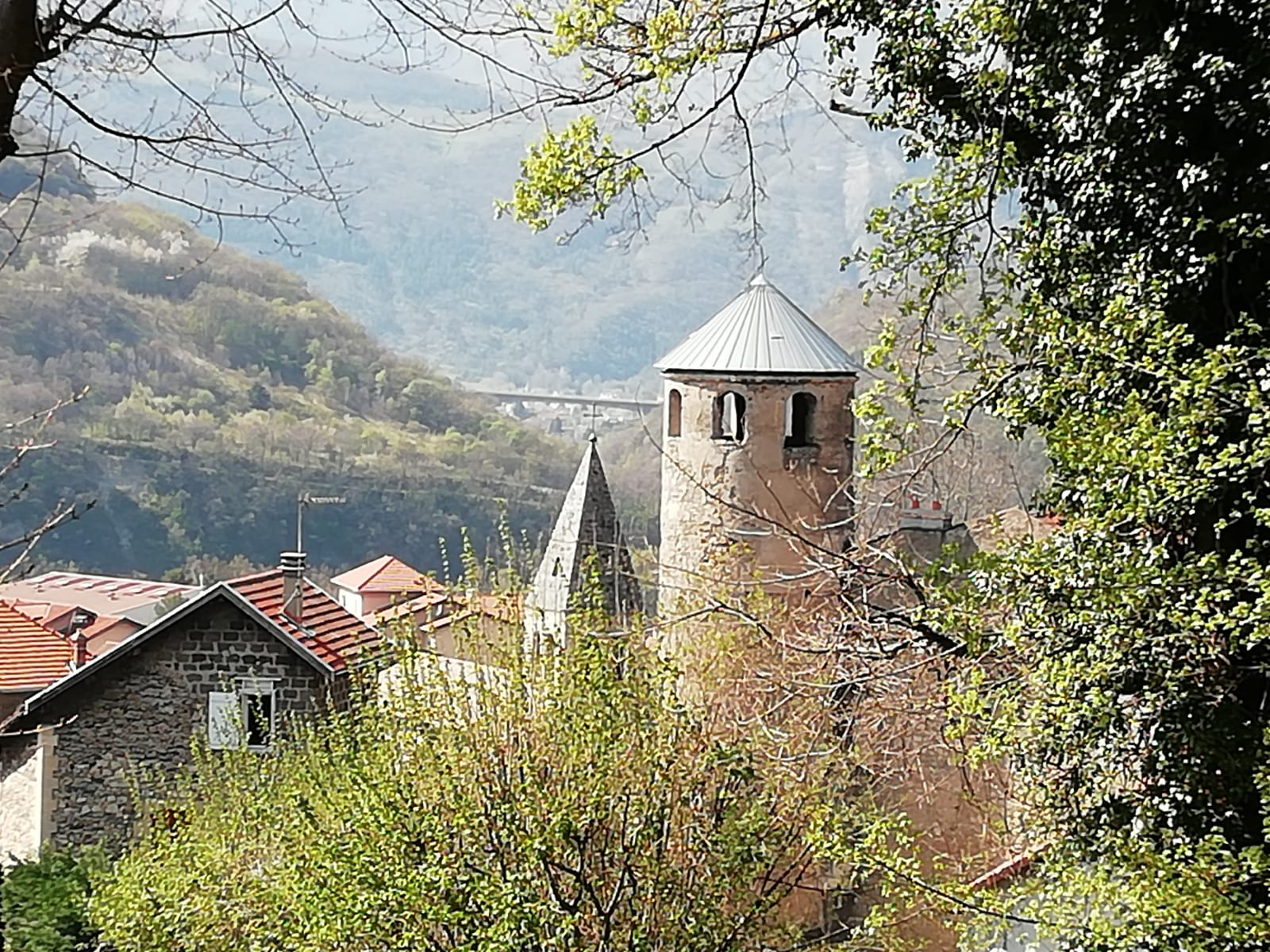
Tour de Saint Georges

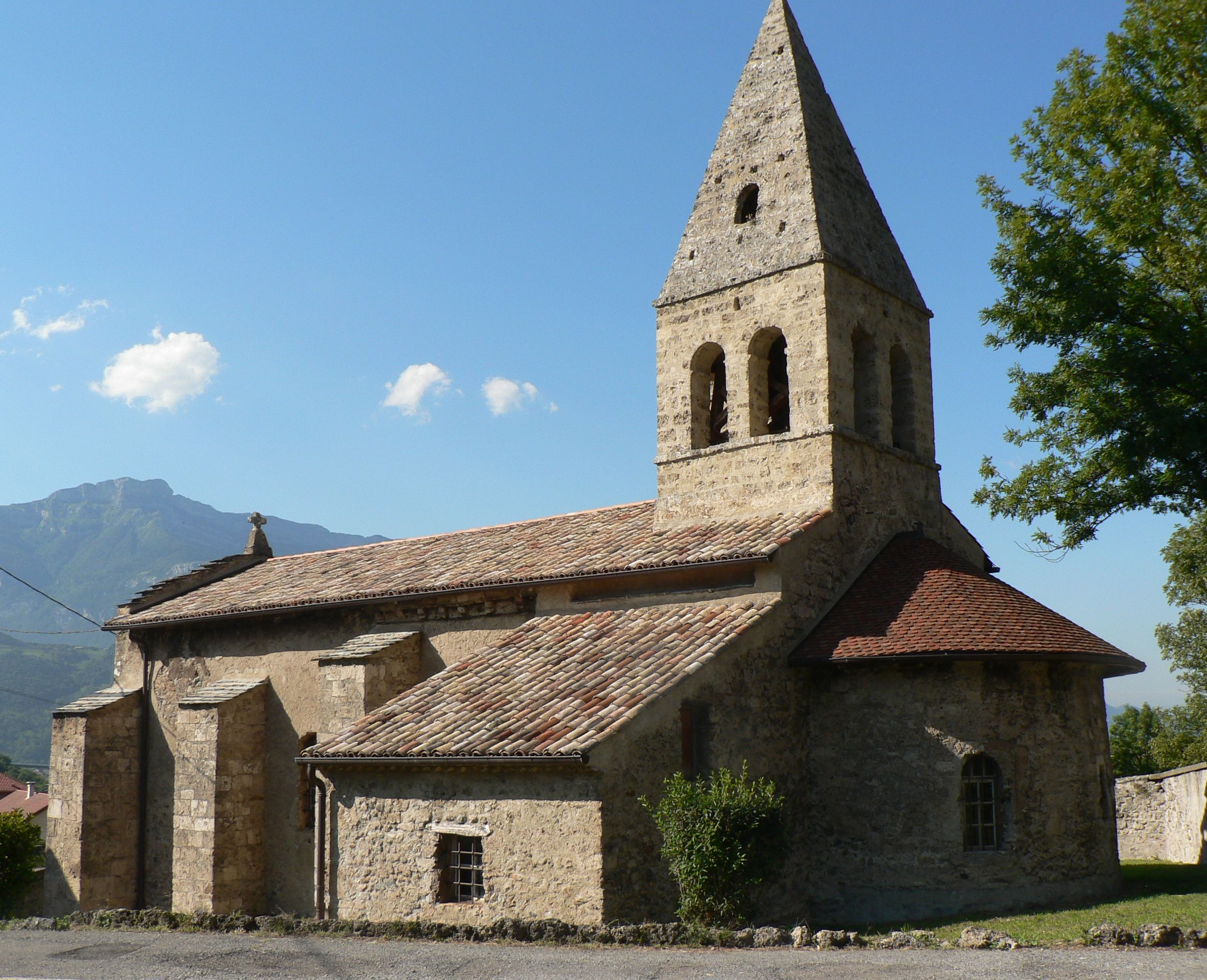
L'église Saint-Georges.
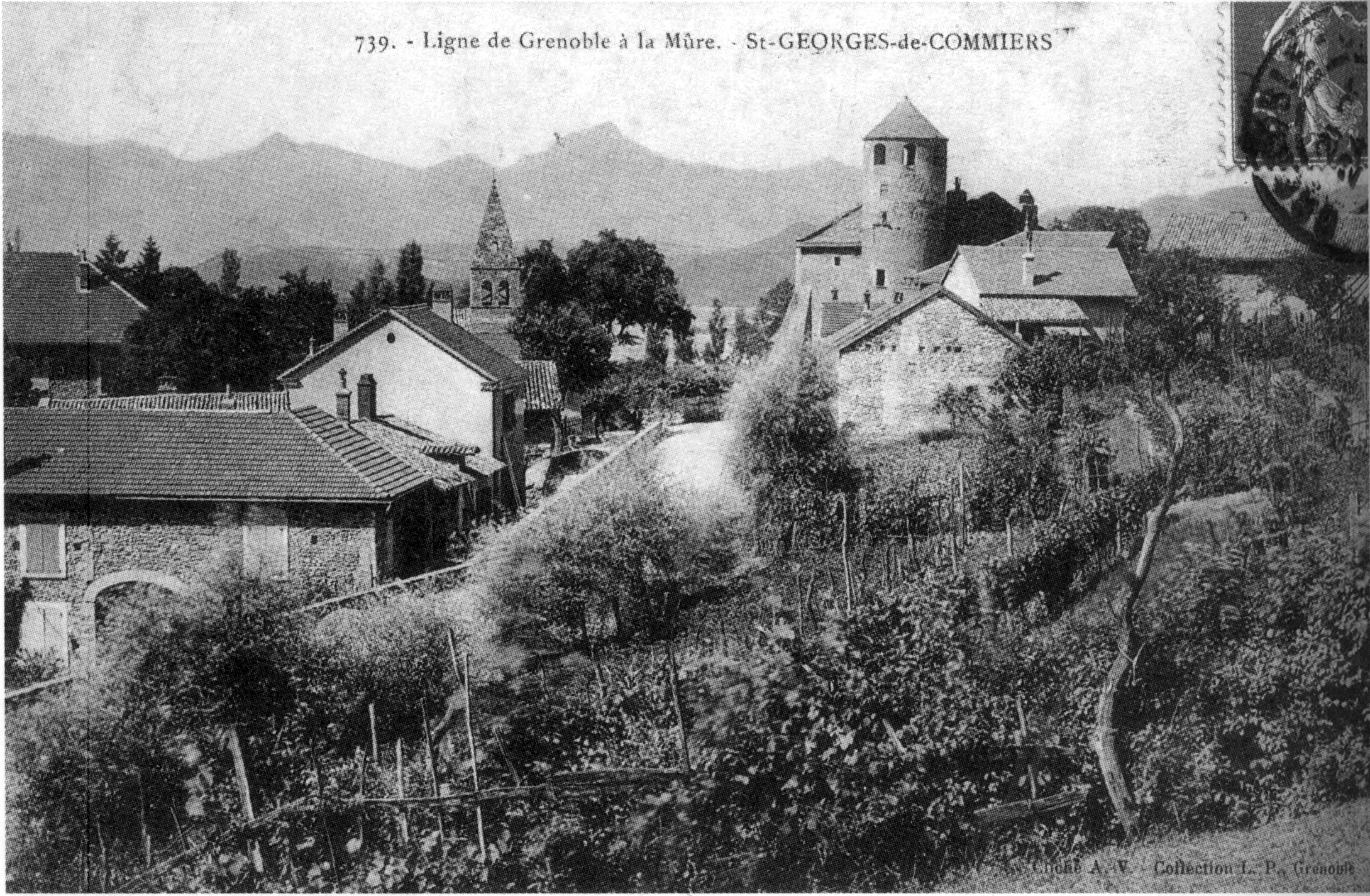
La maison forte en 1908.
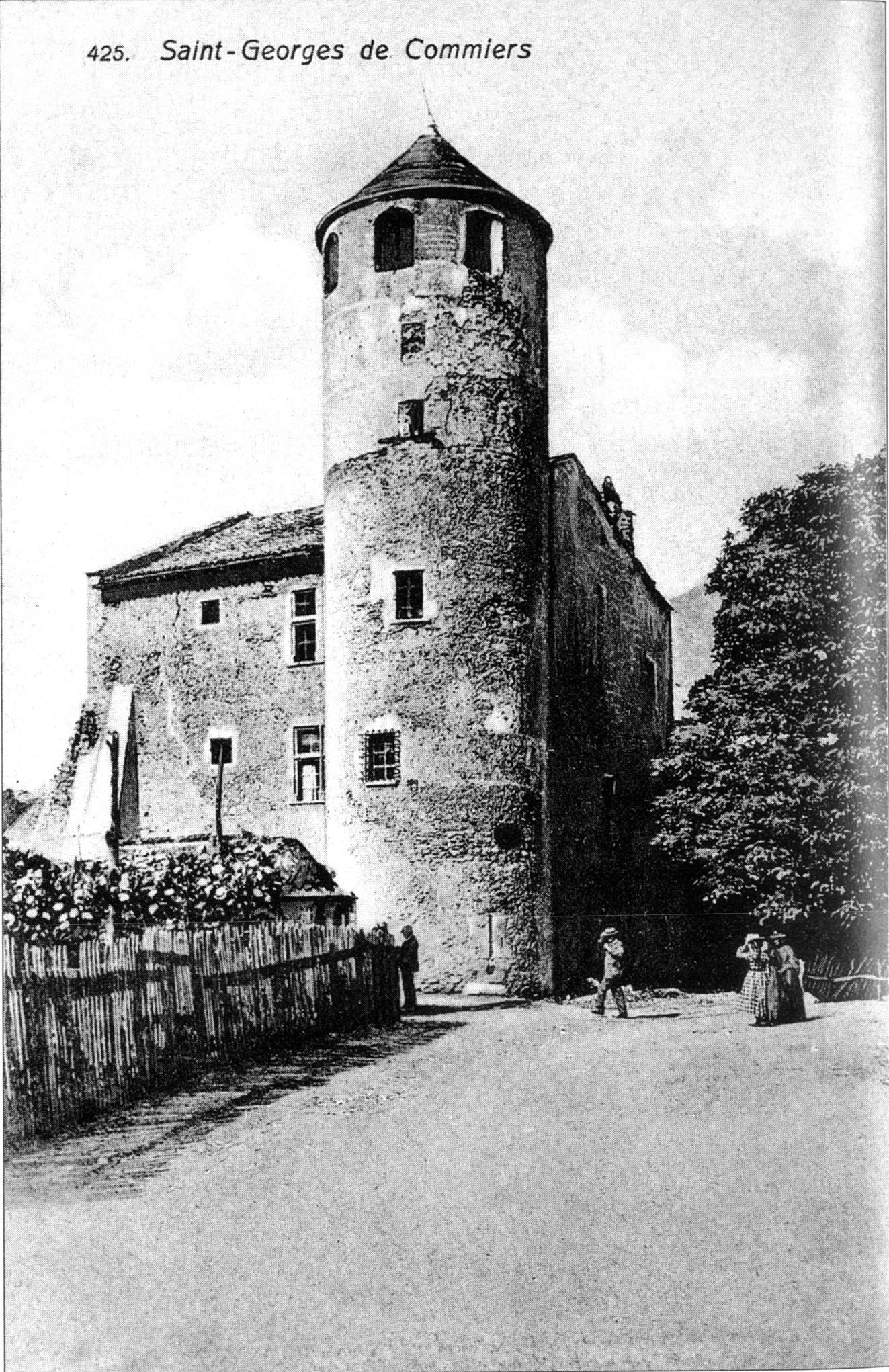
Le château de Saint-Georges-de-Commiers au début du XXe siècle.

### Patrimoine naturel
- Réserve naturelle régionale des Isles du Drac.

### Personnalités liées à la commune
- Joseph-Claude-Louis Colaud de La Salcette (1758-1832), élu au Conseil législatif sous le Premier Empire ;
- Louis de Ventavon est un homme politique français né à Jarjayes (Hautes-Alpes) le 25 août 1806 et décédé à Saint-Georges-de-Commiers (Isère) le 12 août 1879.

### Héraldique
|  | Saint-Georges-de-Commiers possède des armoiries dont l'origine et le blasonnement exact ne sont pas disponibles. |